# Гарі Кошницький
Гарі (також Гаррі і Грегорі Саймон) Кошницький (Григорій Семенович Кошницький, англ. Gregory Koshnitzky & Koshnitsky; 6 жовтня 1907, Кишинів Бессарабської губернії — 17 вересня 1999, Аделаїда, Австралія) — австралійський шахіст, міжнародний майстер ІКЧФ від 1972 року.

## Біографія
Народився в Кишиневі в єврейській родині, яка 1918 року на чолі з батьком, Шулімом Вольфовичем Кошницьким, перебралася до Шанхаю, а 1926 року осіла в Австралії (Брисбен). Прізвище походить від містечка Кошніца (нині Дубесарський район, Молдова). Під час Другої світової війни служив у протитанкових військах. Від 1949 до 1994 року вів шахову колонку в сіднейській газеті «Sun-Herald». Від 1947 до 1960 року керував шахової школою (chess academy) в Сіднеї.
 
Чемпіон Австралії з шахів у 1933—1934 і 1939—1945 роках, триразовий чемпіон Квінсленду (1926—1928), семиразовий чемпіон Нового Південного Уельсу і чемпіон Південної Австралії 1966 року (аналогічний титул серед жінок того ж року виграла його друга дружина Евелін Кошницька — Evelyn Koshnitsky).
Почесний член ФІДЕ від 1993 року (разом з дружиною), член її центрального комітету і президент по зоні 10 (країни Південно-Східної Азії й тихоокеанського регіону, від 1961 року). Президент Австралійської ліги шахів за листуванням (The Correspondence Chess League of Australia) від 1937 до 1953 року, перший президент шахової федерації Австралії (від 1979 року). Автор підручника «Шахи для чайників» (Chess Made Easy, з С.Дж. С. Перді, 1942), що витримав до 1995 року близько 30 доопрацьованих перевидань.
В Австралії щорічно проводиться меморіальний шаховий турнір Кошницького (Koshnitsky Cup).
Син Кошницького — Пітер Г. Кошницький — австралійський спортивний журналіст, автор шахового підручника, член збірної Австралії з лакросу. Невістка Кошницького Нган Пхан Кошницька (або Кошніцкі — Ngan Phan Koshnitsky) — чемпіонка Австралії з шахів серед жінок 1998 року.